# Paramonacanthus frenatus
Paramonacanthus frenatus är en fiskart som först beskrevs av Peters 1855.  Paramonacanthus frenatus ingår i släktet Paramonacanthus och familjen filfiskar. Inga underarter finns listade i Catalogue of Life.